# Eregion
Eregion avagy Magyalország/Magyalföld egyike a J. R. R. Tolkien angol író által kitalált világ, Középfölde helyeinek. Eregion a noldák egyik eriadori királysága volt a másodkorban, mely a móriai törp-birodalom nyugati kapujának közelében, a Ködhegység lábánál elterülő síkságon (ennek neve Magyalföld) helyezkedett el. A magyalföldi királyság fővárosa Ost-in-Edhil volt.

## Elhelyezkedése
Délről a Glanduin nevű folyócska, nyugatról a Brúinen (Zubogó) folyó,  északról különféle síkságok, keletről a Ködhegység hegyei határolják, keleten szomszédos volt Móriával, a ködhegységi törpök birodalmával.

## Története
|  | Alább a cselekmény részletei következnek! |

### Alapítása
Eregiont Galadriel tünde-királynő és férje, Celeborn tünde-király alapította a másodkor (m.k.) 750. évében. Népüket kezdetben elsősorban (de nem kizárólag) északról és nyugatról bevándorolt noldák alkották.   
Egyes források (A Gyűrű keresése, 262. old.) szerint Galadriel azért határozta el a törpökkel szomszédos tünde-királyság megalapítását, hogy a m. k. 500-adik évétől ismét fenyegetést jelentő sötét hatalommal szemben a kiváló harcos törpökkel szövetségre lépjen. Celeborn megvetette az Aulë által teremtett törp-népet, főként a Doriathi Birodalom feldúlása okán (bár ebben csak a törpök egy kis része vett részt, és a ködhegységi törpök semmi szerepet nem játszottak benne), nem úgy a Valinorban Aulë gyámkodása alatt élt noldák népéből származó Galadriel, aki a vezér szemével tekintett rájuk, és a sötét erők ádáz ellenfeleit látta bennük. Minden tündénél jobban szerette és értette őket azonban Celebrimbor, egy Celeborn és Galadriel házanépéből jött előkelő tünde-kézműves; aki a leghíresebb nemestünde, Fëanor leszármazottja és hozzá hasonlóan a három legkiválóbb nolda kézműves egyike, továbbá Galadriel távoli rokona volt. Celebrimbor maga is »szinte törpszerű« rajongó szeretetet érzett saját munkái iránt és mint a noldák közül sokan, egykori háborújuk ellenére maga is becsülte a törpöket. Hamarosan Eregion legnagyobb mesteremberévé és királyává vált. A ködhegységi törpökkel általában ugyan nem alakult ki a szokásosnál szívélyesebb kapcsolatuk, ez alól kivételt jelentett viszont a Durin király uralta Mória, kinek legkiemelkedőbb törp-kovácsától (Narvi) még a tündék is tanulhattak.
A Gyűrűk Ura B függelékének első bekezdései (Európa Kiadás: 477.-478. old.) az alapításról csak annyit írnak, hogy a noldák azért vándoroltak a Hamuhegység nyugati felén fekvő, Galadriel és Celeborn uralta Dél-Lindonból, mert hírét vették, hogy a törpök egy rendkívül értékes fémre, a mithrilre találtak. A szilmarilok A gyűrűkről és a harmadkorról c. fejezete (334. old.) a következőket írja: "Mások az eldák közül pedig átkeltek az Ered Luinon akkoriban, s a földrész belseje felé vonultak. … Ám csupán Eregionban – az emberek Hollinnak hívták – alapítottak tartósan fennálló birodalmat az Ered Luinon túl nolda származású tündék. Eregion közel volt a törpök nagy településéhez, amelyet azok Khazad-dûmnak neveztek, a tündék meg Hadhodrondnak, majd később Móriának. Ost-in-Edhilből, a tündék városából jól épített út futott Khazad-dûm nyugati kapujához, mert olyan barátság szövődött itt tündék és törpök között, amely soha másutt, mindkét nép javára. Eregionban a Gwaith-i-Mírdain, az Ékkőfaragók Népe olyan ékszereket teremtett, amelyek fölülmúltak minden addigit – Feanor művét kivéve; közülük pedig a legkiválóbb Curufin fia Celebrimbor volt, aki elhidegült apjától, és Nargothrondban maradt, mikor Celegorm és Curufin távozott, ahogyan a Quenta Silmarillion is elmeséli".

### Virágkora
Az eregioni noldák Galadriel és Celeborn uralma alatt virágzó királyságot építettek, mk. 1350 és 1400 között azonban Celebrimbor vette át a hatalmat;, míg Celeborn és Galadriel áttették székhelyüket a Ködhegységtől keletre fekvő Nagy Zölderdő egyik déli területére (Laurelindórinan/Lórinand/(Loth)lórien).
M. k. 1000-ben Szauron megrémülve a dúnadánok partraszállásaitól és legnagyobb életben maradt ellenségével, Gil-galaddal való formálódó kapcsolataiktól, megerősítette Mordort, és építeni kezdte keleti erőd-fővárosát, Barad-dúrt, közben tetszetős testi alakot és a valák bölcs, tudós és jóságos küldöttének szerepét magára öltve tárgyalásokat kezdett az eldákkal, ennek eredményeképp azonban csak Eregionban ért el sikereket. Magát Annatarnak ("az Ajándékok Ura"), Aulëndilnek ("Aulë szolgája") vagy Artanónak ("Kovácsmester") nevezve, sikerült magának megnyernie Celebrimbort és az eregioni tünde-kovácsokat, akik nem ismerték fel, hogy valójában leghalálosabb ellenségük, Morgoth legnagyobb és leggonoszabb szolgájával akadt dolguk. Szauron mint ál-kovácsmester összetartozó testvériséggé kovácsolta a Celebrimbor vezette tünde-kovács társaságot, mely magát Gwaith-i-Mírdainnak (az "Ékkőfaragók Népe", röviden Mírdain) nevezte; majd rávette őket, hogy ragadják ki Eregion vezetését Celeborn és Galadriel kezéből (ez megtörtént kb. 1350 és 1400 között). Galadriel ekkor távozott Mórián át Laurelindórinanba (amit ekkoriban általában röviden Lórinandnak neveztek); a törp-tárnáktól és lakóiktól egyaránt idegenkedő Celeborn e beszámoló szerint ott maradt Ost-in-Edhilben.
A Mírdain ez idő tájt kezdett a Hatalom Gyűrűinek elkészítéséhez: a tündék m. k. ~1590-re elkészítették a Három Gyűrűt (Vilya, Narya, és Nenya). E három készítésében egyes források (Elrond és Glóin fia Gimli párbeszéde a völgyzugolyi Tanácsban, h. k. 3018. október 25.) szerint Szauron maga nem vett részt (ld. A Gyűrűk Ura I. köt., 392. old.: "a Hármat nem Szauron készítette, még a keze sem érintette őket soha"). A Gyűrű keresése szövegeinek egyik lehetséges értelmezése szerint egyik Nagy Gyűrű készítésében sem vett részt Az Egy kivételével, mert 1500 tájékán egy időre elhagyta Eregiont (valószínűleg részben épp az Egy készítése miatt, részben pedig ez idő tájt, 1600-ra fejezte be Barad-dûrt). Elfogadja ezt az értelmezést például Karen Wynn Fonstad, A Középfölde atlasza c. középfölde-monográfia írója, noha nem A Gyűrű keresése, hanem A király visszatér (A Gyűrűk Ura, III. köt.) 478-479. old.-ra hivatkozva (azaz a "B" Függelékre); hozzátéve, hogy Celembrimbor és társai egészen 1590-ig egyedül dolgoztak; bár meg kell jegyeznünk, a B függelék ilyet explicite nem ír, noha említi Szauron mordori építkezéseit; az 1590-es dátumot ("kb." előtaggal kiegészítve) csupán mint a Három Gyűrű befejezésének idejét jelöli meg.  A Szilmarilok szerint (336. o.) viszont "az ottani [eregioni] noldák … abban az időben fölülmúltak mindent, amit addig készítettek, s hozzáláttak a Hatalom Gyűrűinek készítéséhez. Sauron pedig irányította munkájukat, s tudott mindenről, amit csináltak, mert magához akarta láncolni, az uralma alá akarta vonni a tündéket."

### Bukása
Kb. m. k. 1600-ban Szauron elkészítette az Egy Gyűrűt, hogy uralkodjék az összes többi fölött; a tünde kovácsok pedig felismerték szándékait, megszakították vele a kapcsolatot, és értesítették tevékenységéről Gil-galadot és Celebornékat, és segítségükkel elrejtették a Három Gyűrűt.
Szauron válaszul háborút indított. Majd egy évszázadig gyűjtögette seregét Mordorban (főként keletlakókból és persze orkokból), majd gyorsan lerohanta Kelet-Eriadort. Ezzel kitört az eriadori tündék és Mordor közt a háború (m. k. 1695). Gil-galad egy kisebb csapat élén Elrondot küldte Eregion megsegítésére, de a felmentő sereg nem képviselt megfelelő nagyságú erőt, és útja a messzi Lindonból soká tartott. Mire Magyalföldre értek (1697), azt már feldúlták és elpusztították a mordori hadak; Elrond pedig (bár khazad-dûmi törpök is csatlakoztak hozzá) az erőviszonyokat mérlegelve, nem bocsátkozott nagyobb csatába, hanem a lindoni sereget eregioni menekültekkel bővítve, északabbra vonult vissza, és az Imladris (Völgyzugoly) nevű völgyben bújt meg, ahol létrehozta az Utolsó Meghitt Otthon (a Nagy Tengertől  Keletre) nevű, még a harmadkor végén is fennálló, jól rejtett és erős tünde-települést. Mások Lindonba illetve Lórienbe menekültek. Celebrimbort, aki kétségbeesésében egymaga védte elesett birodalma számára legbecsesebb házát, a Mírdan székhelyét, ahol kincseiket és feljegyzéseiket őrizték, Szauron elfogta, megkínozta, hogy megtudja tőle a Gyűrűk rejtekhelyét, majd, mivel Celebrimbor csak a Hét és a Kilenc rejtekhelyét volt hajlandó neki elárulni, orkjaival lenyilaztatta, holttestét pedig karóba huzatta. Azt azonban kitalálta – nem volt nehéz – hogy Celebrimbor a Három Gyűrűt valószínűleg Galadrielhez és/vagy Celebornhoz küldette a vész kitörése előtt.
A Harmadkor végéig Eregion teljesen néptelen maradt. Mikor a Gyűrű Szövetsége átvonult ezen a tájon, s az északi erdőtünde, Legolas kénytelen volt konstatálni, hogy a föld már csaknem teljesen elfeledte az egykor itt lakozó tündéket, s „már csak a kövek beszélnek róluk”.